# SeaWorld Orlando
SeaWorld Orlando (wcześniej SeaWorld Florida) – morski park rozrywki otwarty 15 grudnia 1973 roku w Orlando na Florydzie, należący do sieci SeaWorld. Jest połączeniem oceanarium, ogrodu zoologicznego i parku rozrywki. Największymi atrakcjami są tresowane orki, delfiny oraz kolejki górskie Kraken Unleashed, Manta i Mako oraz kolejka wodna Journey to Atlantis. Park ma powierzchnię 200 akrów (81 ha).
Inne parki SeaWorld znajdują się w San Diego w Kalifornii i San Antonio w Teksasie.

## Kolejki górskie

### Czynne
W roku 2024 park posiadał 7 czynnych kolejek górskich.
| # | Nazwa                        | Producent     | Data otwarcia   | Typ                               | Wysokość [m] | Prędkość [km/h] | Źródło |
| - | ---------------------------- | ------------- | --------------- | --------------------------------- | ------------ | --------------- | ------ |
| 1 | Journey to Atlantis          | Mack Rides    | 1998            | stalowy water coaster             | ?            | ?               | [ 3 ]  |
| 2 | Kraken Unleashed             | B&M           | 1 czerwca 2000  | stalowy floorless coaster         | 45,4         | 104,6           | [ 4 ]  |
| 3 | Super Grover's Box Car Derby | Zierer        | 7 maja 2006     | stalowa dziecięca                 | ?            | ?               | [ 5 ]  |
| 4 | Manta                        | B&M           | 22 maja 2009    | stalowy flying coaster            | 42,7         | 90,1            | [ 6 ]  |
| 5 | Mako                         | B&M           | 10 czerwca 2016 | stalowy hyper coaster             | 61           | 117,5           | [ 7 ]  |
| 6 | Ice Breaker                  | Premier Rides | 18 lutego 2022  | stalowy rodzinny launched coaster | 28,3         | 83,7            | [ 8 ]  |
| 7 | Pipeline the Surf Coaster    | B&M           | 27 maja 2023    | stalowy surf coaster              | 33,5         | 96,6            | [ 9 ]  |

### W budowie
W roku 2024 park prowadził budowę 1 nowej kolejki górskiej.
| # | Nazwa        | Producent | Data otwarcia | Typ | Wysokość [m] | Prędkość [km/h] | Źródło |
| - | ------------ | --------- | ------------- | --- | ------------ | --------------- | ------ |
| 1 | Penguin Trek | B&M       | 2024          | ?   | ?            | 69,2            | [ 11 ] |